# Syllepte placophaea
Syllepte placophaea là một loài bướm đêm trong họ Crambidae.